# Chirurgia robotica

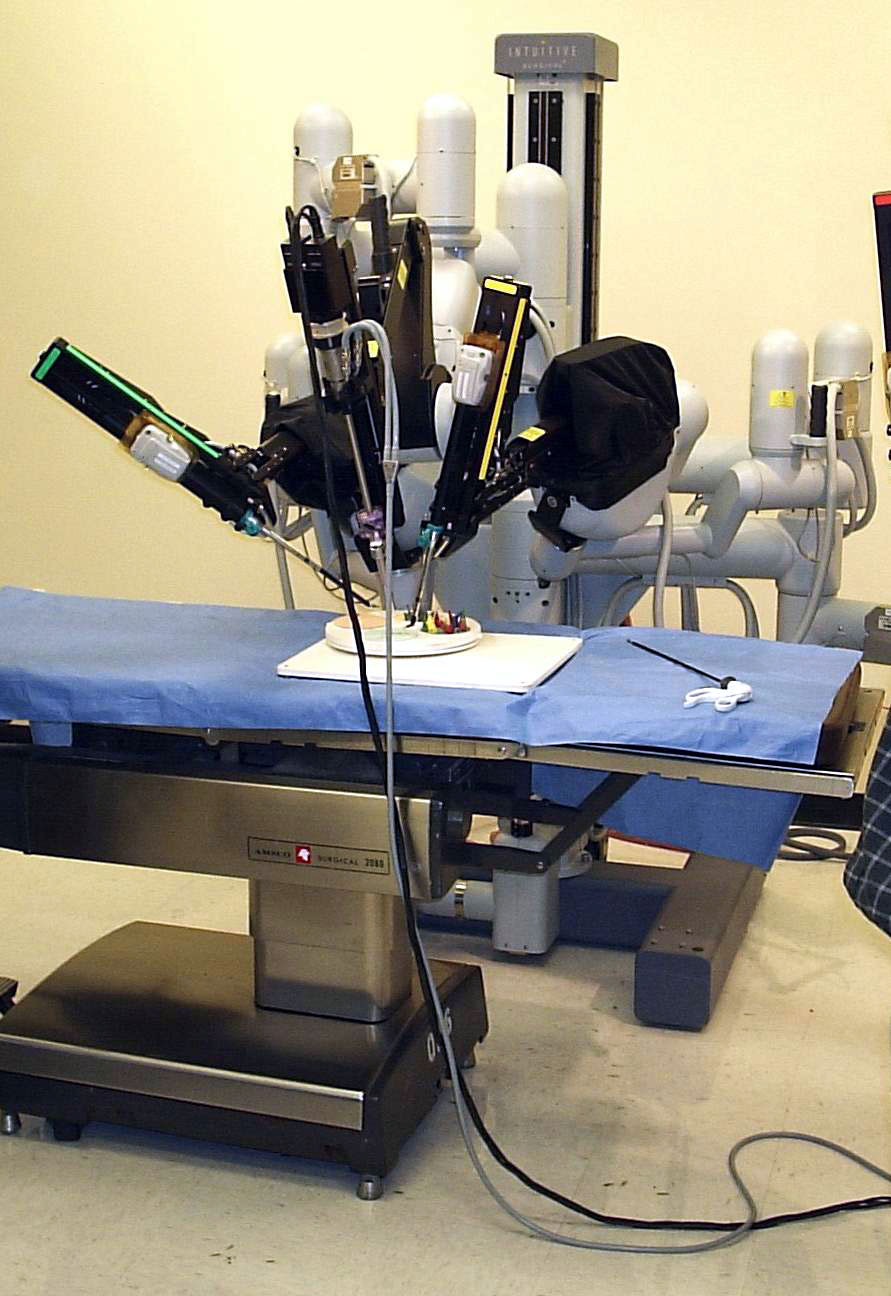
Robot per la chirurgia

La chirurgia robotica (Robotic Assisted Surgery) è una branca dell'ingegneria che sviluppa mezzi robotici che consentono all'operatore di praticare un intervento chirurgico manovrando, a distanza, un robot non completamente autonomo ma capace di eseguire manovre comandate.

## Descrizione
È una tecnica entrata in uso recentemente, anche in centri selezionati, e rappresenta un ulteriore passo nell'ambito della chirurgia mini-invasiva. Ha fondamentalmente le stesse indicazioni ma, al momento, è riservata a pazienti selezionati.
Rispetto alla chirurgia video assistita tradizionale presenta alcune differenze importanti. Il chirurgo è distante fisicamente dal campo operatorio e siede ad una consolle, dotata di un monitor, dalla quale, attraverso un sistema complesso, comanda il movimento dei bracci robotici. A questi vengono fissati i vari ferri chirurgici, pinze, forbici, dissettori, che un'équipe presente al tavolo operatorio provvede ad introdurre nella cavità sede dell'intervento. L'impiego dei bracci meccanici ha il vantaggio di consentire una visione tridimensionale con un'immagine più ferma, e di rendere le manovre più delicate e fini anche perché gli strumenti sono articolati all'estremità distale. Lo svantaggio è legato ai tempi operatori più lunghi, ed alla difficoltà di dosare la forza (come può accadere nel dare la giusta tensione ad un nodo chirurgico).
In futuro si può ipotizzare che la chirurgia robotica consentirà, con lo sviluppo delle esperienze, il diffondersi delle apparecchiature, ed il miglioramento dei sistemi di telecomunicazione e telematici, di operare a distanze sempre maggiori. Se si pensa che oggi, dai centri spaziali, è possibile azionare dei robot inviati sulla Luna o più lontano, non è difficile credere che diventerà usuale operare da una parte all'altra della terra mettendo a disposizione di tutte le migliori e più specifiche professionalità. A Grosseto (centro di eccellenza), esiste una scuola di chirurgia robotica fondata dal Prof. Pier Cristoforo Giulianotti, nella quale si formano i chirurghi generali, gli urologi e i ginecologi provenienti dal territorio nazionale ed internazionale. Grazie alla proficua collaborazione, l'Urologia di Grosseto, prima nel centro Italia, esegue prostatectomie radicali robotiche, nefrectomie parziali robotiche e cistectomie robotiche con confezionamento di neovescica ileale ortotopica, divenendo riferimento di chirurgia robotica urologica della Toscana. Un ruolo importante è riservato alla chirurgia robotica nel trattamento delle patologie mediastiniche e della Miastenia grave, spesso associata ad iperplasia timica, permettendo di ottenere percentuali di remissione completa di malattia pressoché sovrapponibili a quelle ottenute con un approcchio tradizionale a cielo aperto che prevede la sternotomia longitudinale mediana.

## Storia

### AESOP e ZEUS
Il primo robot chirurgico messo a punto e funzionante con autorizzazione dagli enti europei fu il ZEUS robotic surgical system (ZRSS), originariamente sviluppato e prodotto dalla statunitense Computer Motion. Il predecessore di tale sistema, chiamato AESOP, fu approvato dalla Food and Drug Administration nel 1994 per assistere i chirurghi nella chirurgia mininvasiva. Lo ZEUSS ZRSS venne approvato dalla FDA sette anni più tardi nel 2001. ZEUS ha tre bracci robotizzati, controllati in remoto dal chirurgo. Il primo braccio, AESOP (Automated Endoscopic System for Optimal Positioning), è un endoscopio attivato dalla voce. Gli altri due bracci sono operativi ai movimenti delle mani del medico. Il sistema ZEUS fu cessato nella produzione nel 2003, a seguito della fusione della società produttrice Computer Motion con la sua rivale Intuitive Surgical, con la quale iniziò una battaglia legale per i brevetti.

### da Vinci
Il sistema chirurgico da Vinci, in onore a Leonardo da Vinci, fu messo a punto nella Silicon Valley dalla Intuitive Surgical, e nel 2000 ha ottenuto l'autorizzazione dell'americana Food and Drug Administration (FDA) per l'utilizzo in chirurgia laparoscopica.
Viene attualmente utilizzato in Italia per diversi tipi di intervento tra cui l'intervento di alcuni tipi di ernia. All'inizio del 2008, secondo i dati della Intuitive Surgical, i sistemi "da Vinci" operanti nel mondo erano più di 700 e gli interventi nell'ordine di decine di migliaia. Uno dei pionieri della chirurgia robotica è il Professor Ugo Boggi.

### Dottor Srt-H
Nel 2025 un robot eseguito il primo intervento chirurgico al mondo in autonomia. Si trattava della rimozione della cistifellea, un intervento della durata di alcuni minuti, eseguito in un tempo maggiore di quello richiesto dai chirurghi umani, ma con una precisione paragonabile a quella di un chirurgo esperto. Il robot rispondeva ai comandi umani ed era in grado di correggere le proprie azioni, dopo essere stato addestrato con una serie di video corredati da didascalie relativi all'intervento da svolgere.

## Applicazioni

### In ortopedia
I vantaggi di una protesi all'anca o al ginocchio impiantati con la chirurgia robotica sono: miglior allineamento dell’arto, che garantisce una biomeccanica più naturale; un recupero post-operatorio più rapido, con minori perdite di sangue; l’ottimizzazione dei tempi chirurgici, grazie a una maggiore precisione nell’impianto e a guide di taglio su misura; la riduzione dei costi di sterilizzazione.
Il chirurgo pianifica l'intervento e programma il robot, personalizzando l’impianto sul paziente. La protesi è adattata alle caratteristiche biomeccaniche e anatomiche del singolo paziente, aumentando la durata dell'impianto e riducendo complicanze.